# FC Memmingen
Der Fußball-Club Memmingen 1907 Verein für Leibesübungen e. V. (kurz FC Memmingen) ist ein Fußballverein in Memmingen. Der (Stand: Mai 2025) 682 Mitglieder zählende Verein spielt in der viertklassigen Regionalliga Bayern.

## Geschichte
Der Verein wurde am 30. Mai 1907 zunächst als Abteilung des Memminger Turnvereins gegründet. Der FC Memmingen als komplett eigenständiger Verein entstand 1924 nach der Abspaltung der Fußballer von den Turnern. Bis 1945 war der Verein siebenmal Meister der jeweiligen Spielklassen, die fast jährlich geändert, abgeschafft oder komplett neu geschaffen wurden. In der Nachkriegszeit verschwand der FCM jedoch für einige Jahrzehnte aus dem gehobenen Amateurfußball.
Erst 1970 gelang der erstmalige Aufstieg in die Bayernliga, die damals als 1. Amateurliga die höchste bayerische Spielklasse war. Zwar konnte der Verein nur 1979/80 mit einem dritten Rang vom Aufstieg in die 2. Fußball-Bundesliga träumen, dennoch hielt sich der FC Memmingen immerhin 17 Jahre in der Liga, ehe er 1987 den Gang zurück in die Landesliga bestreiten musste, aus der der FCM jedoch nach nur zwei Jahren wieder aufsteigen konnte.
In diesem Abschnitt der Vereinsgeschichte waren einstellige Tabellenplätze wieder häufiger zu erreichen. Am erfolgreichsten dabei war das Spieljahr 1996/97, als der Klub den Aufstieg in die Regionalliga nur knapp verpasste. Hier wurde der FC Memmingen, der im Spiel gegen die Offenbacher Kickers in der Nachspielzeit im Rhein-Neckar-Stadion in Mannheim mit 3:2 Toren geführt hatte und damit Aufsteiger in die Fußball-Regionalliga gewesen wäre, nur durch einen Flutlichtausfall und den dadurch bedingten Spielabbruch gestoppt. Das Wiederholungsspiel im Stuttgarter Gottlieb-Daimler-Stadion verlor der FC Memmingen mit 0:2 und somit waren die Kickers aus Offenbach in die Regionalliga aufgestiegen. Die guten Leistungen der Saison konnten jedoch nicht bestätigt werden; ein Jahr später entging der Klub als 15. nur knapp dem Abstieg, welcher 2002 dann aber dennoch kam. Seit dem direkten Wiederaufstieg 2003 gehörte der FC Memmingen ununterbrochen der Bayernliga an. Insgesamt gehörte der Verein 37 Jahre der Bayernliga an und ist Tabellenführer in der ewigen Tabelle selbiger.
Im Jahr 2007 feierte der Verein das 100-jähriges Bestehen mit einigen Veranstaltungen. Zur Jubiläumssaison wurde auch das vom FC Memmingen genutzte Stadion an der Bodenseestraße von der Stadt in eine moderne Fußballarena umgebaut. Eröffnet wurde die Memminger Arena und damit zugleich die Bayernligasaison 2007/08 am 28. Juli 2007 mit dem Allgäu-Derby gegen den FC Kempten, das von 6.650 Zuschauern besucht wurde und vom Bayerischen Fernsehen in der zweiten Halbzeit live übertragen wurde.
In der Saison 2009/10 sicherte sich der FCM souverän und vorzeitig die Bayernliga-Meisterschaft. Der sportliche Aufstieg in die Regionalliga Süd ist einer der größten Erfolg der Vereinsgeschichte, durchaus gleichwertig mit der langen Zugehörigkeit der damaligen drittklassigen Bayernliga. Das erste Aufeinandertreffen in der Regionalliga Süd mit dem weiteren Lokalrivalen SSV Ulm 1846 in einem Punktspiel überhaupt endete am 3. September 2010 in der mit 5.100 Zuschauern ausverkauften Arena 1:1-Unentschieden. Am letzten Spieltag traten die Memminger beim SV Darmstadt 98 vor 17.000 Zuschauern an – Zuschauerrekord in der Memminger Vereinsgeschichte. 
Am 14. September 2013 trat nach 16 Jahren Amtszeit (Spieler und Trainer) der bosnische Trainer Esad Kahric von seinem Amt als Cheftrainer zurück. Im Jahr 2014 richtete der FCM zusammen mit dem Fanclub „Red Baroons Dietmannsried“ das alljährliche Traumspiel des FC Bayern München aus. Mit Zusatztribünen wurde das Fassungsvermögen auf 11.000 Besucher aufgestockt – es war die größte Zuschauerzahl bei einem Fußballspiel im Allgäu bislang.
Durch die Reform im deutschen Fußball spielte der FC Memmingen seit der Saison 2012/13 in der neuen Regionalliga Bayern und gehörte damit konstant fast 50 Jahre dem bayerischen Amateur-Spitzenfußball an. 
Das Gründungsmitglied der Regionalliga Bayern musste dann aber doch nach insgesamt 12 Regionalliga-Jahren (zwei Spielzeiten in der damaligen Regionalliga Süd mitgerechnet) den Gang in die Bayernliga Süd antreten. 
Im Sommer 2023 gelang über Relegationsspiele der sofortige Wiederaufstieg in die Regionalliga Bayern. Der Verein baute anschließend in nur 15 Monaten in der städtischen Arena auf eigene Kosten ein Multifunktionsgebäude mit integriertem VIP-Bereich namens "e-con ArenaPark". Der Kostenpunkt: 6,7 Millionen Euro. Die Inbetriebnahme erfolgte im Juli 2023, die offizielle Eröffnung nach finaler Fertigstellung am 24. September 2023. Im Januar 2024 kehrte der ehemalige Cheftrainer Esad Kahric als sportlicher Berater des Präsidiums  an seine frühere Wirkungsstätte zurück und übernahm anschließend das Amt des Sportlichen Leiters.
In der Saison 2023/2024 wurde aber nur der letzte Platz erreicht, was den sofortigen Wiederabstieg in die Bayernliga Süd bedeutete. Als Meister der Bayernliga Süd kehrte der FCM im Sommer 2025 erneut und postwendend in die Regionalliga Bayern zurück.
Der Abstieg und die damit verbundenen fehlenden Vermarktungsmöglichkeiten des e-con ArenaParks samt hohen Schuldendienst brachten den FC Memmingen jedoch an den Rand einer Insolvenz, worüber Ende Juli 2025 auf einer außerordentlichen Mitgliederversammlung informiert wurde.

## Erfolge
- Erreichen der Aufstiegsspiele zur Fußball-Regionalliga: 1997
- Tabellenerster der Ewigen Bayernliga-Tabelle
- Bayerischer Hallenmeister: 2009
- Bayernliga-Meisterschaft und Aufstieg in die Regionalliga Süd: 2010
- Vize-Meisterschaft Bayernliga Süd und Wiederaufstieg in die Regionalliga Bayern 2023
- Deutscher Futsal-Meister (B-Junioren): 2025
- Meisterschaft Bayernliga Süd und Wiederaufstieg in die Regionalliga Bayern 2025

## Nachwuchsarbeit
Die zweite Mannschaft des FC Memmingen, die als U21-Team firmiert, ist der Unterbau. Sie schaffte in der Saison 2007/08 den erstmaligen Aufstieg in die Landesliga Süd und spielte zeitweise (Saison 2008/09, 2022/23, 2024/25) nur eine Liga unter der Bayernliga-Mannschaft. Nach der Auflösung der Bezirksoberliga Schwaben schafft der FCM II schaffte die Qualifikation für die neue Landesliga Südwest, der er seitdem dauerhaft angehört.
Der Fußballclub ist im Allgäu führend in der Jugendarbeit. Auf der Anlage des FC Memmingen ist einer von 63 bayrischen DFB-Stützpunkten und eines von 16 BFV-Nachwuchsleistungszentrum angesiedelt, wo Talente zusätzlich zum Vereinstraining gefördert und für Auswahlmannschaften gesichtet werden. In den oberen Altersklassen (A-, B-, C- und D-Junioren) spielt der FC Memmingen in den höchsten bayerischen Ligen bzw. auf Verbandsebene. 13 Jugendmannschaften sind im Spielbetrieb. Nach vielen erfolgreichen Jahren im Mädchen- und Frauenfußball werden hier aktuell keine Mannschaften gestellt, dennoch gelangen auch in den männlichen Nachwuchs integrierte Junioren-Spielerinnen weiter Karrieresprünge.

## Persönlichkeiten
Die folgenden Spieler und Spielerinnen schafften nach ihrer Zeit in Memmingen den Sprung in den Profibereich:
- Serkan Aslan, später u. a. Schwarz-Weiß Bregenz (A), Austria Salzburg (A), Diyarbakırspor (TR), Gaziantep BB (TR), İstanbulspor   (TR), FC Dornbirn 1913 (A)
- Benedikt Deigendesch, später 1. FC Nürnberg II, Stuttgarter Kickers, SC Kriens (CH)
- Martin Dausch, später VfR Aalen, 1. FC Union Berlin, MSV Duisburg, 1. FC Saarbrücken, zurück zum FC Memmingen
- Ikenna Ezeala, später Vorwärts Steyr/A, Türkgücü München (U16/U19-Nationalspieler für Österreich)
- Timo Gebhart, später TSV 1860 München, VfB Stuttgart, 1. FC Nürnberg, Steau Bukarest, Hansa Rostock (ehemaliger Junioren-Nationalspieler U16 – U21, U19-Europameister), zurück zum FC Memmingen
- Srdan Gemaljevic, später Trainer SW Bregenz (A), Co-Trainer Nationalteam Jugoslawien, mehrere Stationen bei Erstligisten im Iran, FC Lustenau (A)
- Harald Gfreiter, später SSV Jahn Regensburg
- Lars Gindorf, später Hannover 96
- Christian Gmünder, später u. a. 1. FC Heidenheim, Waldhof Mannheim, Trainer FC Schweinfurt 05
- Janik Haberer, später SpVgg Unterhaching, TSG 1899 Hoffenheim, VfL Bochum, SC Freiburg, 1. FC Union Berlin (U-21-Nationalspieler)
- Alexander Hack, später SpVgg Unterhaching, 1. FSV Mainz 05, Al-Qadsiah/Saudi-Arabien, RB New York/USA  (U20-Nationalspieler)
- Anton Häfele, später SpVgg Unterhaching
- Michael Heilig, später SSV Ulm 1846, FC Homburg
- David Herold, später FC Bayern München II, SCR Altach/A, Karlsruher SC (U16/U17/U18/U19-Nationalspieler)
- Andreas Hindelang, zuvor VfB Stuttgart II, später USV Eschen-Mauren (Liechtenstein)
- Stefan Keller, später SpVgg Unterhaching
- Furkan Kircicek, später Türkgücü München, Chemnitzer FC
- Frank Kramer, später SpVgg Greuther Fürth, Trainer TSG 1899 Hoffenheim II + I, Trainer SpVgg Greuther Fürth, Trainer Fortuna Düsseldorf, Leiter NLZ Red Bull Salzburg, Trainer Arminia Bielefeld, Trainer Schalke 04, Leiter NLZ TSG Hoffenheim (U18/U19/U20-Nationaltrainer)
- Sonja Lux, später FC Bayern München II (Junioren-Nationalspielerin), Riverside Lances (USA), SV Meppen
- Andreas Maier, später SSV Reutlingen, FC Dornbirn (A)
- Reinhold Mathy, später u. a. FC Bayern München, Bayer 05 Uerdingen und Hannover 96 (U21-Nationalspieler)
- Reiner Maurer, später u. a. SpVgg Unterhaching, FC Bayern München, VfB Stuttgart, Karlsruher SC, Arminia Bielefeld und TSV 1860 München, Trainer u. a. TSV 1860 München, mehrere griechischen Erstligisten, Co-Trainer FC Augsburg, Co-Trainer Quindao Westcoast/China
- Markus Mendler, später 1. FC Nürnberg, Stuttgarter Kickers, SV Sandhausen, 1. FC Saarbrücken, FC Homburg (Junioren-Nationalspieler U18 – U20)
- Walter Modick, später FC Bayern München, FC Augsburg, SSV Ulm 1846
- Michael Mutzel, später Eintracht Frankfurt, VfB Stuttgart, Karlsruher SC, Sportdirektor SpVgg Greuther Fürth, Sportdirektor Hamburger SV, Sport-Geschäftsführer Arminia Bielefeld
- Noel Niemann, später TSV 1860 München, Arminia Bielefeld, SV Türkgücü München, VfL Osnabrück, Iğdır Futbol Kulübü/TÜR
- Jannik Rochelt, später FC Bayern München II, SSV Ulm 1846, SV Elversberg, Hannover 96
- Sarah Romert, später FC Bayern München (Junioren-Nationalspielerin U15 – U19), BFV-Verbandstrainerin
- Bajram Sadrijaj, später Borussia Dortmund
- Vinko Šapina, später SSV Ulm 1846, SC Verl, Rot-Weiss Essen, Dynamo Dresden
- Stefan Schimmer, später SpVgg Unterhaching, 1. FC Heidenheim
- Luca Sirch, spielte bis 2020 für den Verein, später 1. FC Lokomotive Leipzig, 1. FC Kaiserslautern
- Patrick Sontheimer, später SpVgg Greuther Fürth, Würzburger Kickers, Viktoria Köln, 1. FC Saarbrücken (Junioren-Nationalspieler U17, U19)
- Richard Stöckle, später MTV Ingolstadt, TSV 1860 München
- Kevin Volland, später TSV 1860 München, TSG 1899 Hoffenheim, Bayer 04 Leverkusen, AS Monaco, 1. FC Union Berlin (A-Nationalspieler)
- Frank Wiblishauser, später u. a. FC Bayern München, 1. FC Nürnberg, FC St. Gallen (CH), TuS Koblenz (Junioren-Nationalspieler U15 – U21)
- Verena Wieder, spielte 2015 bis 2016 für den Verein, später FC Bayern München, SC Freiburg, Bayer 04 Leverkusen, SV Werder Bremen (Junioren-Nationalspielerin U15 – U19)

## Kader 2023/24
Stand: 24. März 2024
| Nr.        | Nat.                    | Spieler             | Geburtstag    | Vertrag seit | letzter Verein          |
| ---------- | ----------------------- | ------------------- | ------------- | ------------ | ----------------------- |
| Tor        |                         |                     |               |              |                         |
| 01         | Deutschland             | Tobias Werdich      | 17. Juni 2003 | 30.08.2022   | VfB Stuttgart [Jugend]  |
| 12         | Deutschland             | Dominik Dewein      | 8. Juli 1999  | 01.07.2023   | FC Gundelfingen         |
| 22         | Deutschland             | Niklas Schröder     | 13. Aug. 2003 | 01.07.2022   | eigene Jugend           |
| Abwehr     |                         |                     |               |              |                         |
| 02         | Deutschland             | Lukas Bettrich      | 22. Apr. 2002 | 01.07.2021   | FC Augsburg [Jugend]    |
| 03         | Deutschland             | Jakob Gräser        | 1. Feb. 1999  | 01.07.2019   | eigene Jugend           |
| 04         | Deutschland             | Timo Schmidt        | 14. März 2005 | 01.07.2018   | eigene Jugend           |
| 06         | Deutschland             | David Bauer         | 16. Feb. 1995 | 01.07.2023   | TSV 1896 Rain           |
| 14         | Deutschland             | David Remiger       | 24. März 1998 | 01.07.2018   | eigene Jugend           |
| 19         | Deutschland             | Luis Sailer Fidalgo | 13. Sep. 2001 | 11.03.2023   | Florida Atlantic Owls   |
| 20         | Deutschland             | Manuel Konrad       | 14. Apr. 1988 | 31.01.2023   | SG Sonnenhof Großaspach |
| 24         | Deutschland             | Dominik Kurija      | 31. Dez. 1998 | 31.01.2024   | UNH Wildcats            |
| 26         | Deutschland             | Maximilian Dolinski | 4. Feb. 2003  | 01.07.2022   | eigene Jugend           |
| Mittelfeld |                         |                     |               |              |                         |
| 05         | Deutschland             | David Günes         | 13. Aug. 2005 |              | eigene Jugend           |
| 08         | Deutschland             | Fabian Lutz         | 11. März 1996 | 01.07.2022   | TSV Landsberg           |
| 11         | Deutschland             | Sascha Hingerl      | 15. Mai 1999  | 26.01.2024   | Türkgücü München        |
| 15         | Deutschland             | Simon Ammann        | 1. Jan. 2005  | 01.07.2023   | eigene Jugend           |
| 16         | Deutschland             | Janis Peter         | 5. Dez. 2002  | 01.07.2023   | SSV Ehingen-Süd         |
| 18         | Deutschland             | Matthias Moser      | 10. Sep. 2000 | 01.07.2020   | eigene Jugend           |
| 21         | Deutschland             | Micha Bareis        | 25. März 2003 | 01.07.2022   | SSV Ulm 1846 [Jugend]   |
| 23         | Deutschland             | Tiziano Mulas       | 20. Juni 2002 | 08.03.2022   | eigene Jugend           |
| 24         | Deutschland             | Leonard Maucher     | 19. Aug. 2003 | 01.07.2022   | eigene Jugend           |
| 26         | Deutschland             | Jonas Kaufmann      | 26. Apr. 2003 | 01.07.2022   | eigene Jugend           |
| 28         | Bosnien und Herzegowina | Mateo Božić         | 8. Nov. 2000  | 11.07.2023   | NK Jedinstvo Bihać      |
| 29         | Deutschland             | Lukas Rietzler      | 14. Sep. 1997 | 01.01.2024   | Lynn Fighting Knights   |
|            | Deutschland             | Nikola Trkulja      | 22. Juni 1991 | 02.08.2022   | FC Gießen               |
| -          | Deutschland             | Musa Youssef        | 16. Sep. 2001 | 01.07.2020   | eigene Jugend           |
| Angriff    |                         |                     |               |              |                         |
| 07         | Deutschland             | Pascal Maier        | 10. Dez. 1997 | 01.07.2021   | FV Ravensburg           |
| 09         | Deutschland             | Dominik Stroh-Engel | 27. Nov. 1985 | 01.01.2022   | FC Kufstein             |
| 10         | Deutschland             | Maximilian Berwein  | 12. Dez. 1995 | 21.01.2024   | Türkgücü München        |
| 17         | Nordmazedonien          | Bojan Tanev         | 21. Okt. 1999 | 01.07.2023   | TSV 1860 Rosenheim      |
| 27         | Deutschland             | Noah Müller         | 31. März 2004 | 01.07.2023   | eigene Jugend           |